# Миссис Энни Мёрдок
«Миссис Энни Мёрдок» (англ. Mrs Annie Murdoch) — портрет кисти австралийского художника Джорджа Вашингтона Ламберта, написанный в 1927 году. На картине изображена Энни Мёрдок (1856—1945), мать владельца газеты Кита Мёрдока и бабушка бизнесмена Руперта Мёрдока. Находится в частной коллекции.

## История
Кит Мёрдок заказал портрет своей матери, которая переехала в Австралию из Шотландии в 1884 году вместе со своим мужем-пресвитерианским священником Патриком Мердоком. Ламберт написал портрет в сентябре 1927 года в Мельбурне.
В том же 1927 году картина была удостоена премии Арчибальда. Находится в семейной коллекции Мёрдока.

## Описание
Это яркий портрет, полный характера. Ламберт изобразил матрону с настороженным лицом, с её карими глазами, уверенно и авторитетно смотрящими прямо на зрителя. Он показал её улыбающуюся, что можно было бы истолковать как добродушное веселье.